# St. Pankratius (Schottenstein)

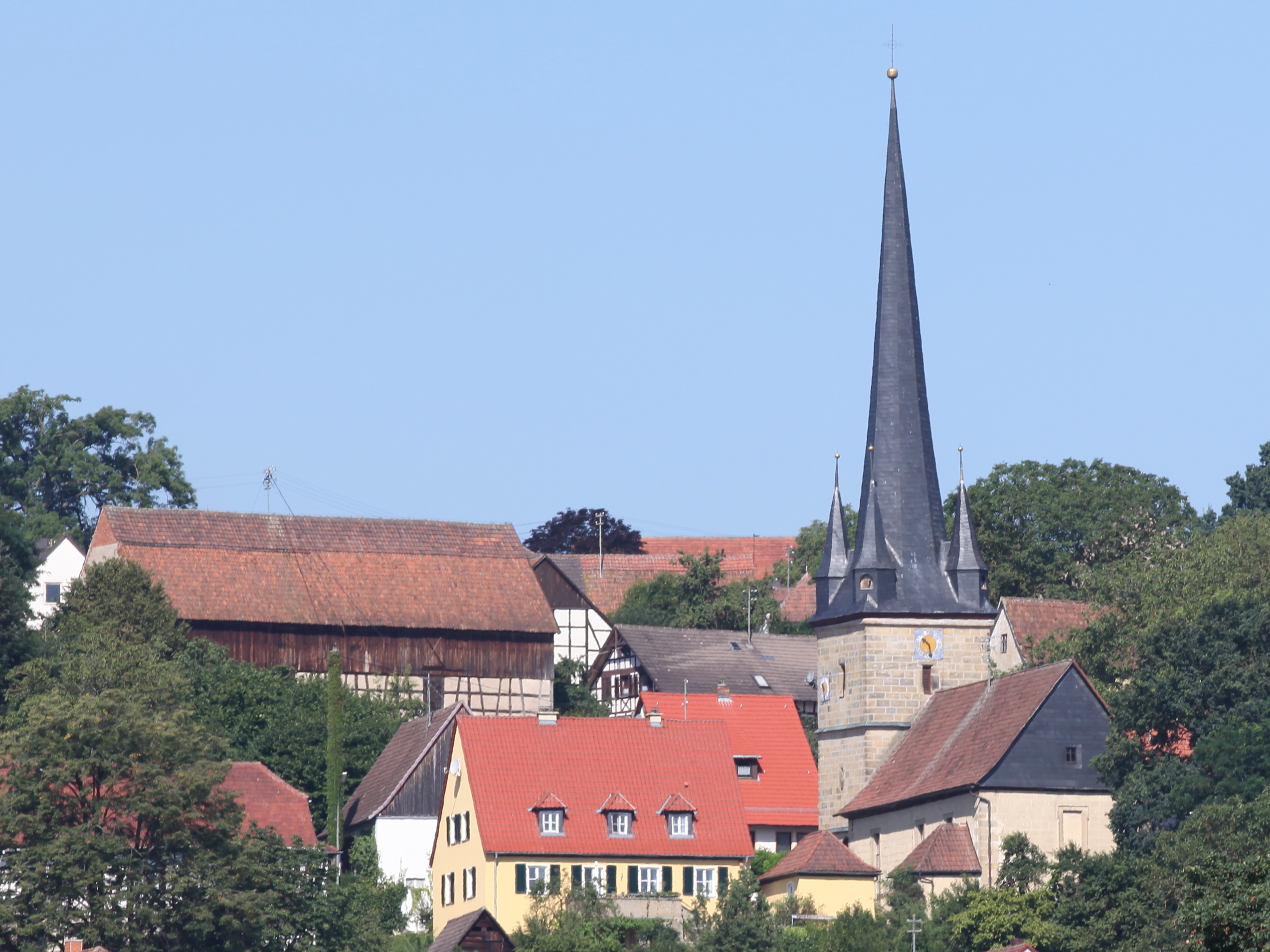
Pfarrhaus und Kirche St. Pankratius in Schottenstein

Die evangelisch-lutherische Pfarrkirche St. Pankratius im oberfränkischen Schottenstein, einem Gemeindeteil von Itzgrund im Landkreis Coburg, stammt aus dem Jahr 1703.

## Baugeschichte

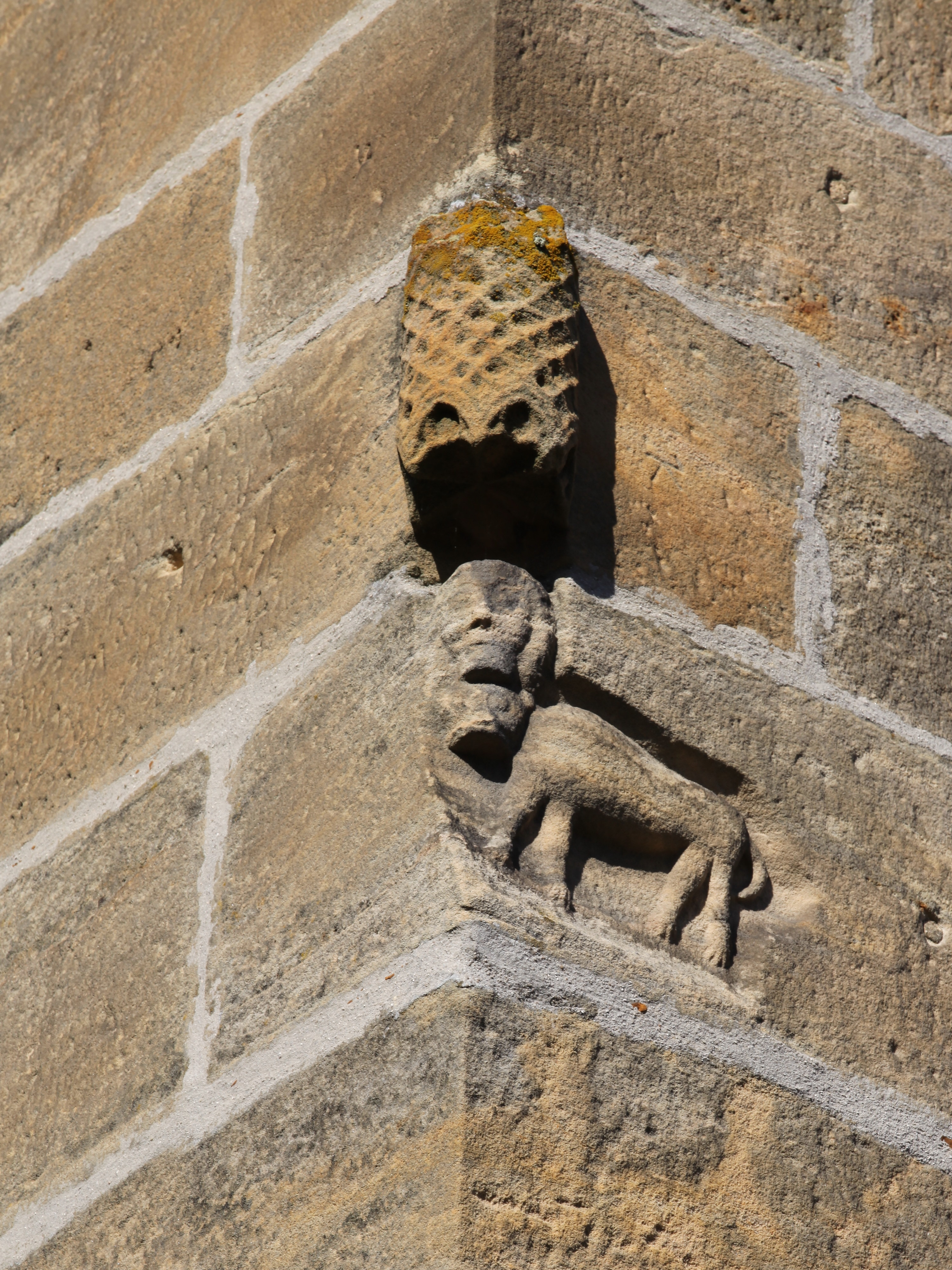
Relief am Kirchturm

Eine dem heiligen Pankratius geweihte Kapelle ist für das Jahr 1354 belegt, eine selbständige Pfarrei für 1358. Das Gotteshaus gehörte anfangs zum Kirchsprengel von Altenbanz und war später eine Filiale von Ebern. 1567 wurde die Reformation eingeführt und 1580 folgte die Anstellung des ersten protestantischen Pfarrers.
Der Kirchturm im Westen ersetzte im Jahr 1499 einen Ostturm. 1603 wurde der Turmhelm durch den Schneyer Zimmermeister Hans Meuser erneuert. Hundert Jahre später folgte aufgrund von Baufälligkeit der Neubau des Langhauses durch den Seßlacher Maurermeister Hans Michael Schmidt. Dabei wurden die alten Grundmauern bereichsweise wiederverwendet. Bei der Renovierung im Jahr 1842 erfolgten bauliche Veränderungen. Unter anderem wurde das Kreuzrippengewölbe im Sockelgeschoss des Turmes entfernt und eine Balkendecke eingebaut.
1942 wurden drei Glocken eingeschmolzen, 1949 folgten drei neue Glocken. Im Rahmen einer Renovierung erhielt der Innenraum seine aktuelle Fassung. 1962 ließ die Gemeinde eine Sakristei anbauen und im Osten eine Stützmauer errichten. Weitere Fundamentverstärkungen kamen Ende des 20. Jahrhunderts zur Ausführung.

## Baubeschreibung
Die Kirche steht im Schottensteiner Dorfzentrum im oberen Teil eines Südhangs an der Itz. Es ist ein rechteckiger Saalbau. An den beiden Längsseiten befinden sich jeweils drei hohe, außen rechteckige Fenster mit profilierten und geohrten Rahmungen. Die Fassade des Langhauses besteht aus verputztem Sandsteinquader- bzw. Brockenmauerwerk. Den oberen Abschluss bildet ein profiliertes, hölzernes Traufgesims. Der Innenraum wird von einer Holzkassettendecke mit einem mittigen Längsunterzug überspannt. Die an drei Seiten umlaufende hölzerne, einstöckige Empore endet an der Nordseite nach der zweiten und an der Südseite nach der ersten Fensterachse. Sie wird von sechs geschnitzten Schraubensäulen getragen. Die Brüstungen sind durch kräftige Gesimse und Rahmenfelder gegliedert.
Auf der Westseite des gotischen Kirchturms befindet sich der Hauptzugang. Dieser hat ein spitzbogiges Portal mit profiliertem Gewände und im Scheitel ein Relief des Christushauptes. Es war ursprünglich der Chorbogen zum Chorraum, der seit 1842 Vorhalle ist. Der Kirchturm besteht aus unverputzten Sandsteinquadern und hat einen umlaufenden, gekehlten Sockel. Kehlgesimse trennen die drei Turmgeschosse. Über dem Portal befindet sich eine Bauinschrift mit der Jahreszahl „1499“. Zwei Bauplastiken, jeweils von einem Baldachin geschützt, schmücken den Turm. Im zweiten Turmgeschoss sind rechteckige Öffnungen vorhanden. Auf der westlichen Seite befindet sich das Hochrelief eines Ritters in voller Rüstung mit einer Standarte in seiner Rechten und einem Wappenschild in seiner Linken und an der Südwestecke ein löweähnliches Tier, darüber ein menschlicher Kopf mit Antlitz. Das oberste Turmgeschoss hat drei Schallfenster, davon zwei rechteckige und an der Westseite ein spitzbogiges. Den oberen Abschluss bildet ein hoher, verschieferter Spitzhelm mit vier sechsseitigen Scharwachttürmchen an den Ecken.

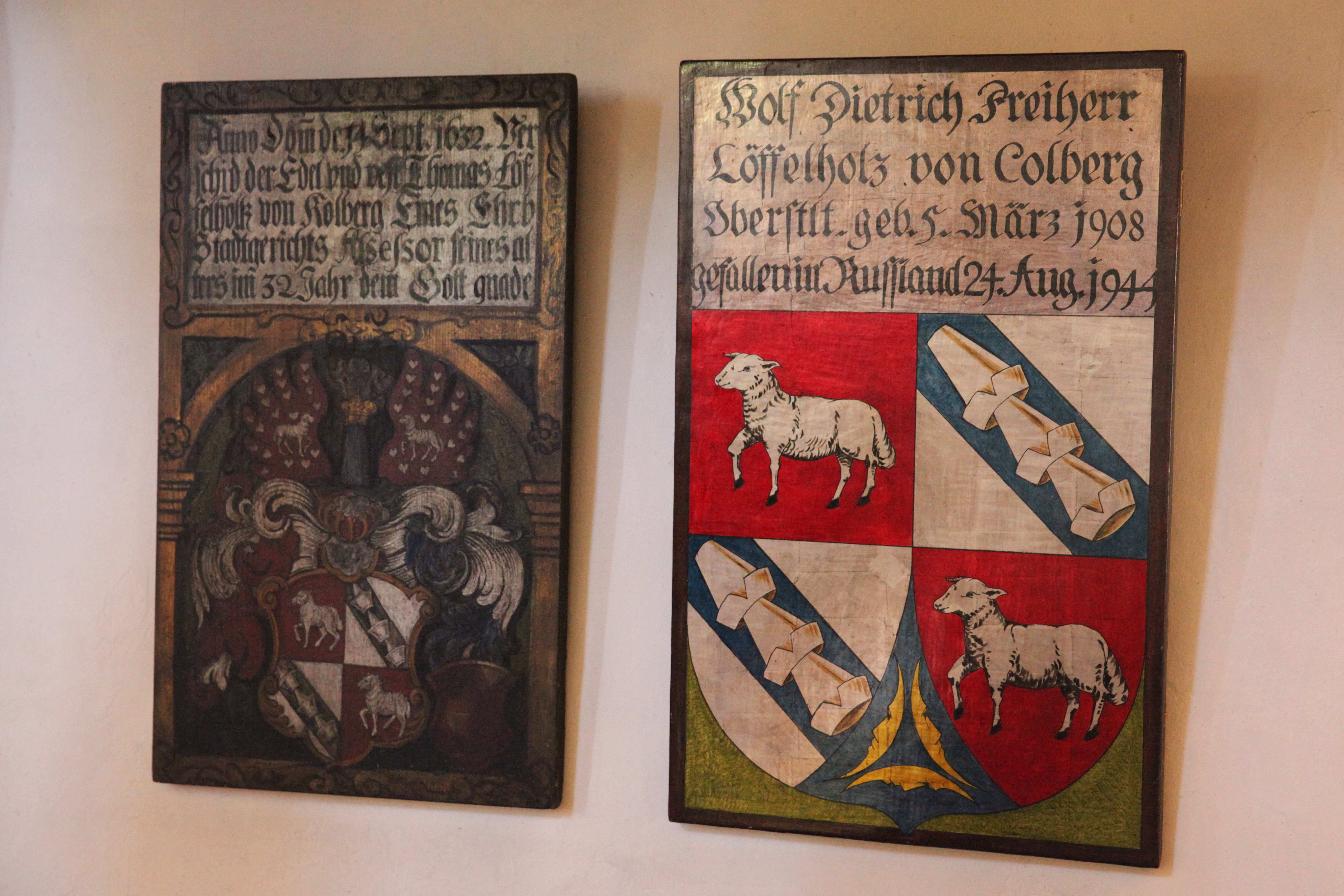
Totenschilde der Löffelholtz von Colberg

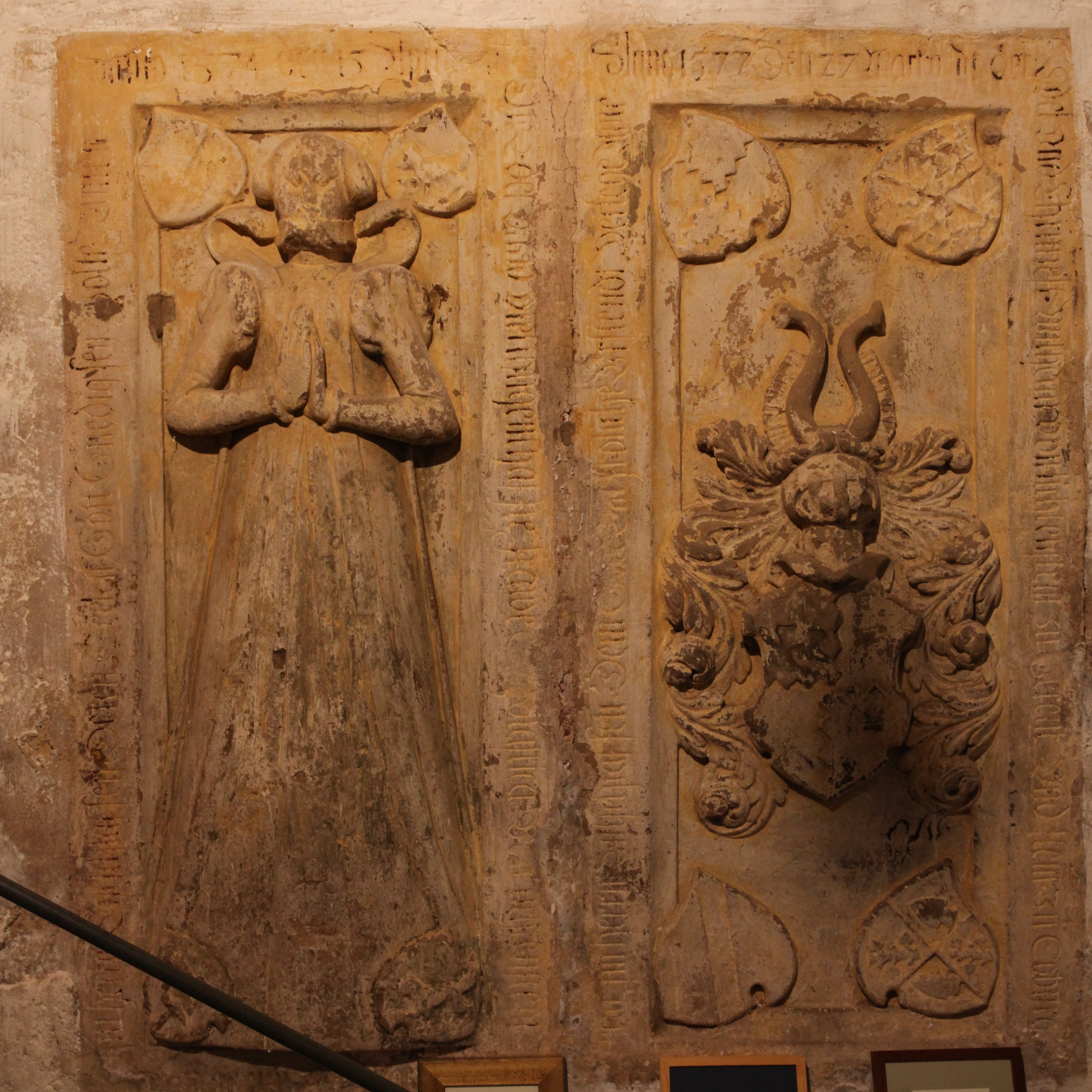
Grabplatten der Lichtensteiner

## Ausstattung
Die farbig gefasste, hölzerne Kanzel an der Südwand stammt vermutlich aus dem Jahr 1703. Sie steht auf einer gewundenen Säule und besteht aus einem achtseitigen Korpus mit Rahmenfeldern und profiliertem Fuß- und Brüstungsgesims. Der Schalldeckel wurde 1962 neu angefertigt. Der Taufstein von 1911 besteht aus Sandstein.
An der Ostwand hängt eine hölzerne, dreifigurige Kreuzgruppe. Das Werk des Bildhauers Georg Wißmeyer aus Ottobrunn entstand 1962. Aus dem gleichen Jahr stammt das Altarkreuz von Korff aus Neuendettelsau.
An den Längswänden des Kirchenschiffes hängen bemalte rechteckige Holztafeln mit Wappen und Inschriften. Die Totenschilde erinnern an Mitglieder der Familie Löffelholtz von Colberg. 
In der Vorhalle unter dem Kirchturm befinden sich an der Nordwand zwei rechteckige Sandsteingrabplatten. Eine Platte mit einem Hochrelief ist Frau Scholastika von Lichtenstein († 1574) gewidmet, die andere Wilhelm von Lichtenstein zu Gereuth und Stein.

## Orgel

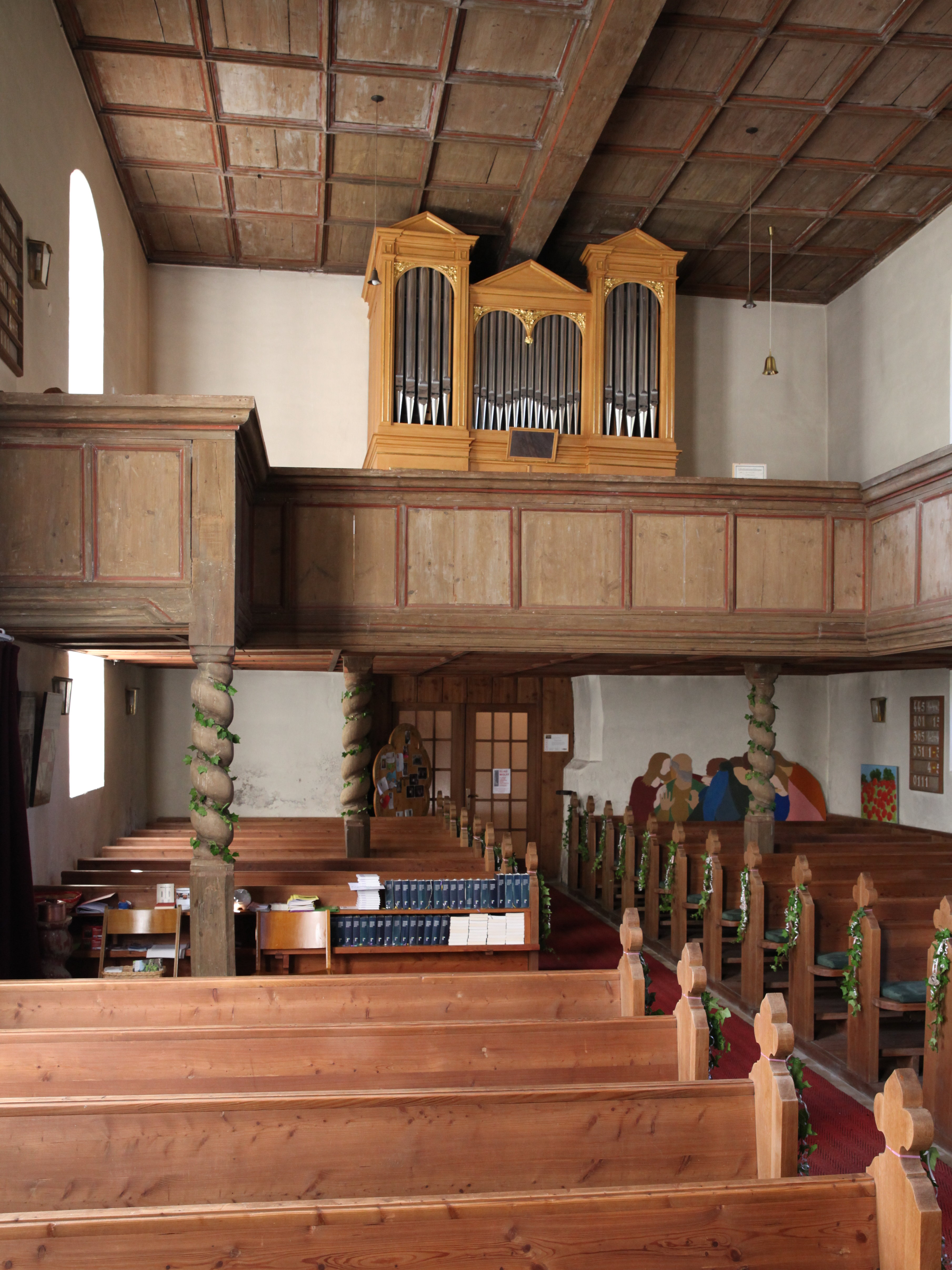
Innenraum und Orgel

Die erste Orgel wurde 1715 mit neun Registern über Altar und Kanzel aufgestellt. 1752 erweiterte der Seßlacher Orgelbauer Adam Schöpf das Instrument um sieben Register. 1875 errichtete der Bayreuther Orgelbaumeister Johann Wolf auf der Westempore eine neue Orgel mit zehn Registern auf einem Manual und Pedal. Er übernahm dabei Teile der Vorgängerorgel. 1962 restaurierte und barockisierte das Orgelbauunternehmen Hoffmann aus Ostheim vor der Rhön die alte Schleifladenorgel. Der dreiteilige Orgelprospekt zeigt die größten Pfeifen außen und in der Mitte eine niedrigere Pfeifengruppe. Er wurde im Jahr 2000 restauriert. Der Unterbau mit dem Spielschrank stammt von 1875.

## Kirchengemeinde
Der Kirchsprengel umfasst neben Schottenstein die beiden Nachbarorte Welsberg und Bodelstadt. Zusammen mit der Kirchengemeinde Watzendorf bildete Schottenstein ab 1980 eine gemeinsame Pfarrei. Diese Kooperation wurde im Zuge der Landesstellenplanung 2021 gelöst.
Seit dem Ersten Advent 2022 bildet die Kirchengemeinde Schottenstein die gemeinsame Pfarrei Itzgrund zusammen mit den Kirchengemeinden Lahm und Gleußen.